# Raymond Reuter
Raymond Reuter, né le 29 décembre 1950 à Dudelange, est un photographe luxembourgeois.
Il est connu par la publication d'albums de photos sur la famille grand-ducale et ses reportages sur les Luxembourgeois dans le monde.

## Biographie
Après ses études au Lycée de Garçons d'Esch-sur-Alzette, où il a passé son examen de matûrité, il est parti pour un an au Canada, où il a travaillé dans la forêt, puis dans une usine de viande. De retour en Europe, il est allé en Espagne et y a suivi des cours sur la culture internationale. Rentré à Luxembourg, il a fait des études en économie politique à la nouvelle université de Trèves (Allemagne).
En 1978, il a créé, en association avec un ami journaliste, la première agence de presse Luxnews. À partir de ce moment, il a fait nombre de photos de la Cour grand-ducale et plus particulièrement du grand-duc Henri et de la grande-duchesse Maria Teresa, tout en les accompagnant lors de leurs voyages officiels et privés, entre autres au Japon et en Russie. Ses voyages lui apportant la notoriété, il a été contacté par Hubert Henrotte, fondateur de l'agence Sygma (1973). Il a accepté de travailler pour cette agence, ce qui lui a permis de multiplier ses voyages et reportages dans le monde. Durant dix ans, il a travaillé comme photographe pour le World Economic Forum de Davos, où il a fait la connaissance de nombreuses personnalités connues internationalement.
Il a passé dix ans à Paris lorsque, la photographie digitale s'est substituée à la photographie argentique. C'est alors qu'est né son projet de faire un reportage sur 100 Luxembourgeois établis dans le monde.

## Publications et films
- Gens de Luxembourg. Textes Claude Frisoni. Éditions Luxnews, 2017  (ISBN 978-2-9599932-3-7).
- Calendrier du Centenaire de la ville d’Esch-sur-Alzette, 2005.
- 100 Lëtzebuerger ronderëm d'Welt. Éditions Luxnews, 2003  (ISBN 2-9599932-2-5)[1].
- avec Christian Calmes : Jean grand-duc de Luxembourg. Un souverain et son pays. Jean, Großherzog von Luxemburg. Ein Fürst und sein Land. Jean, Grand-Duke of Luxembourg. A Sovereign and his Country, Luxnews, 1986.
- Charlotte. Portrait d'une grande game, Luxnews, 1982.
- Collaboration (caméra) au film 800 Joer Buurg Clierf (Centenaire du château de Clervaux), 1981[2].